# Nagrada Viktor Kovačić
Nagradu Viktor Kovačić godišnja je nagrada za arhitekturu koju godišnje dodjeljuje Udruženje hrvatskih arhitekata. Nagrada je ustanovljena 1959. te se dodjeljuje na obljetnicu smrti Viktora Kovačića u kategorijama Životno djelo i Godišnja nagrada, a od 1961. godine nagrada se dodjeljuje u obliku plakete i diplome.

## Dobitnici

### Životno djelo[2]
| Godina | Laureati                                  |
| ------ | ----------------------------------------- |
| 1961.  | Drago Ibler                               |
| 1962.  | Drago Galić                               |
| 1963   | nagrada nije dodijeljena                  |
| 1964.  | Mladen Kauzlarić                          |
| 1965.  | nagrada nije dodijeljena                  |
| 1966.  | Alfred Albini                             |
| 1967.  | Stjepan Gomboš                            |
| 1968.  | Antun Ulrich Aleksandar Freudenreich      |
| 1969.  | Zvonimir Vrkljan Marijan Haberle          |
| 1970.  | Franjo Bahovec Slavko Löwy Budimir Pervan |
| 1971.  | Juraj Denzler                             |
| 1972.  | Stjepan Planić                            |
| 1973.  | Zdenko Kolacio                            |
| 1974.  | Lavoslav Horvat                           |
| 1975.  | Zdenko Strižić                            |
| 1976   | Josip Seissel                             |
| 1977.  | Hinko Bolanča Zdenko Sila                 |
| 1978.  | Božidar Tušek                             |
| 1979.  | Zoja Dumengjić Ivan Vitić                 |
| 1980.  | Božidar Rašica                            |
| 1981.  | Neven Šegvić                              |
| 1982.  | Lovro Perković                            |
| 1983.  | Sena Gvozdanić                            |
| 1984.  | Hinko Bauer Bernardo Bernardi             |
| 1985.  | Aleksandar Dragomanović                   |
| 1986.  | Dragan Boltar                             |
| 1987.  | Ivo Bartolić                              |
| 1988.  | Bruno Milić Ivo Radić                     |
| 1989.  | Zdravko Bregovac                          |
| 1990.  | Julije Luca                               |
| 1991.  | Ivo Geršić                                |
| 1992.  | Grozdan Knežević                          |
| 1993.  | Boris Magaš                               |
| 1994.  | Slavko Jelinek                            |
| 1995.  | Stanko Fabris                             |
| 1996.  | Ante Uzelac                               |
| 1997.  | Miroslav Begović                          |
| 1998.  | Andre Mohorovičić                         |
| 1999.  | Boris Krstulović                          |
| 2000.  | Ines Filipović                            |
| 2001.  | Fedor Wenzler                             |
| 2002.  | Nikola Filipović                          |
| 2003.  | Andrija Šain                              |
| 2004.  | Josip Uhlik                               |
| 2005.  | Radovan Miščević                          |
| 2006.  | Bogdan Budimirov                          |
| 2007.  | Lujo Schwerer                             |
| 2008.  | Duško Rakić                               |
| 2009.  | Andrija Mutnjaković                       |
| 2010.  | Edo Šmidhen                               |
| 2011.  | Ivo Crnković                              |
| 2012.  | Branko Kincl                              |
| 2013.  | Marijan Hržić                             |
| 2014.  | Dragomir Vlahović                         |
| 2015.  | Hildegard Auf-Franić                      |
| 2016.  | Berislav Šerbetić                         |
| 2017.  | Ante Rožić                                |
| 2018.  | Dinko Kovačić                             |
| 2019.  | Radovan Tajder                            |
| 2020.  | Ivan Prtenjak                             |
| 2021.  | Renata Waldgoni i Andrej Uchytil          |
| 2022.  | Nikola Bašić                              |

### Godišnja[7]
| Godina | Laureati                                                                     | Projekt |
| ------ | ---------------------------------------------------------------------------- | --- |
| 1961.  | Zvonimir Požgaj                                                              | Kupalište na Puntamiki |
| 1962.  | Lavoslav Horvat                                                              | Hidroelektrana Zakučac |
| 1963.  | Boris Magaš Edo Šmidhen                                                      | Muzej revolucije u Sarajevu                                                                                                 |
| 1964.  | Lovro Perković Neven Šegvić                                                  | Hotel Marjan zgrada Pomorske privrede u Splitu                                                                              |
| 1965.  | Mladen Vodička                                                               | Dom zdravlja u Labinu |
| 1966.  | Aleksandar Dragomanović                                                      | Robna kuća u Trnskom |
| 1967.  | Stanko Fabris                                                                | Vinarije |
| 1968   | Jerko Marasović i Tomislav Marasović Miroslav Begović                        | Knjiga "Dioklecijanova palača" Galerija primitivnih umjetnosti u Hlebinju                                                   |
| 1969.  | Lujo Schwerer                                                                | Robna kuća "Slovenijales" u Zagrebu                                                                                         |
| 1970.  | Igor Emili Zdravko Bregovac                                                  | Adaptacija zgrade Gradske plinare Zagreb Za visoku kvalitetu izgradnje                                                      |
| 1971.  | Branko Žnidarec                                                              | Hotel "Adriatic" u Opatiji                                                                                                  |
| 1972.  | Aleksandar Dragomanović Edo Šmidihen Radovan Nikšić                          | Opus realizacija školskih objekata                                                                                          |
| 1973.  | Lidija Grečko Miroslav Stella                                                | Stambeno-poslovni blok Autoput-jug u Gruškoj ulici u Zagrebu                                                                |
| 1974.  | Ninoslav Kučan                                                               | Robna kuća u Rijeci |
| 1975.  | Grozdan Knežević                                                             | Stambeni objekt u ul.Moše Pijade u Zagrebu                                                                                  |
| 1976.  | Đuro Mirković Tomislav Petrinjak                                             | Dom umirovljenika u Sopotu                                                                                                  |
| 1977.  | Boris Krstulović                                                             | Zgrada HEP-a |
| 1978.  | Abel Šlosar Natko Draščić                                                    | Škola |
| 1979.  | Jasna Nosso Ljerka Lulić Velimir Neidhardt                                   | Robna kuća u Banja Luci |
| 1980.  | Ante Vulin Vlasta Vulin                                                      | Stambeno-poslovni objekt s robnom kućom u Šibeniku                                                                          |
| 1981.  | Mihajlo Kranjc                                                               | Stambeni objekti |
| 1982.  | Ines Filipović Nikola Filipović                                              | Preuređenje hotela "Dubrovnik" (tzv. Hotel "Dubrovnik II")                                                                  |
| 1983.  | Ante Uglešić                                                                 | Gradska marina u Zadru |
| 1984.  | Branko Silađin Ivan Crnković                                                 | Opus realizacija obiteljskih kuća Studijski rad na projektiranju obiteljskih kuća                                           |
| 1985.  | Milan Mitevski Srečko Lovrinčević                                            | Višenamjensko sjedište ”Pampas”                                                                                             |
| 1986.  | Nenad Fabijanić                                                              | Rekonstrukcija solane u disco-klub                                                                                          |
| 1987.  | Milan Šosterić                                                               | Pogonsko-poslovni objekt PTT-a                                                                                              |
| 1988.  | Igor Pedišić                                                                 | Plažni objekt |
| 1989.  | Marijan Hržić                                                                | Zgrada D FER-a |
| 1990.  | Djivo Dražić Edvin Šmit                                                      | Carinarnica na Zagrebačkom velesajmu                                                                                        |
| 1991.  | Drago Gašparović Krešimir Kasanić                                            | Robna kuća ”Maxima” |
| 1992.  | Dražen Juračić                                                               | Dom umirovljenika u Krapini                                                                                                 |
| 1993.  | Andrija Mutnjaković                                                          | Za istraživački rad, autorski txt, pokretanje edicije, financiranje edicije                                                 |
| 1994.  | Nenad Fabijanić Antonio Marion, Hrvoje Giaconi i Tisa Dodić                  | Unutrašnje uređenje crkve sv. Jurja u Pagu Unutrašnje uređenje peterokutne kule u Poreču                                    |
| 1995.  | Ante Kuzmanić                                                                | Samostan sestra milosrdnica u Splitu                                                                                        |
| 1996.  | Krešimir Rogina i Vinko Penezić Hildegard Franić i Tonči Žarnić              | Za dvogodišnje realizacije i promicanje hrvatske arhitekture u svijetu Dječji vrtić i jaslice na Malešnici                  |
| 1997.  | Boris Morsan i Relja Šurbat                                                  | Crkva Uznesenja Marije u Zadru                                                                                              |
| 1998.  | Berislav Iskra                                                               | Sportska dvorana pri Pazinskom kolegiju                                                                                     |
| 1999.  | Helena Njirić                                                                | Prodajni centar Baumaxx u Zagrebu                                                                                           |
| 2000.  | Mario Perossa                                                                | Vila ”Haj” u Lovrečici |
| 2001.  | Branko Silađin Studio d.o.o.                                                 | Park domovinske zahvalnosti i spomenik palim braniteljima u Samoboru Most hrvatskih branitelja iz Domovinskog rata u Rijeci |
| 2002.  | Goran Rako                                                                   | Stambena zgrada B namijenjena stradalnicima Domovinskog rata u Mokošici                                                     |
| 2003.  | Idis Turato Saša Randić                                                      | Dogradnja Tehničkog fakulteta u Rijeci                                                                                      |
| 2004.  | Leo Modrčin Tonči Žarnić i Veljko Oluić                                      | 59E59 THEATERS Industrijsko-obrtnička i tehnička škola u Zadru                                                              |
| 2005.  | Mladen Jošić                                                                 | Poljoprivredna i veterinarska škola u Osijeku                                                                               |
| 2006.  | Emil Špirić i Vedran Pedišić                                                 | Rekonstrukcija i sportska dvorana OŠ Tituš Brezovački                                                                       |
| 2007.  | STUDIO UP                                                                    | Zgrada gimnazije i sportska dvorana u Koprivnicu                                                                            |
| 2008.  | Idis Turato Saša Randić                                                      | Pastoralni centar “Aula pape Ivana Pavla II” na Trsatu                                                                      |
| 2009.  | Idis Turato i Saša Randić Davor Katušić                                      | Dječji vrtić ”Katarina Frankopan” u Krku Ustanova za hitnu pomoć u Zagrebu                                                  |
| 2010.  | Igor Franić Mario Perossa                                                    | Muzej suvremene umjetnosti u Zagrebu Gradska sportska dvorana u Novigradu                                                   |
| 2011.  | Studio d.o.o.                                                                | Hotel Lone u Rovinju |
| 2012.  | Marin Mikelić Tomislav Vreš                                                  | Hotel Well u sklopu Terma Tuhelj                                                                                            |
| 2013.  | Ida Križaj Leko, Idis Turato, Josip Mičetić i Marko Liović                   | Sportska dvorana i trg u Krku                                                                                               |
| 2014.  | Emil Špirić, Erick Velasco Farrera, Juan Jose Nunez Andrade i Vedran Pedišić | Zgrada škole i vrtića u sklopu odgojno – obrazovnog kompleksa „Kajzerica˝ u Zagrebu                                         |
| 2015.  | Goran Rako, Iva Pejić, Josip Sabolić, Mario Škarijot i Vanja Ilić            | Muzej Vučedolske kulture |
| 2016.  | Matthias Kulstrunk Vjera Bakić                                               | Bazenski komplekst Svetice                                                                                                  |
| 2017.  | Maja Furlan Zimmermann Mirela Bošnjak Mirko Buvinić                          | Osnovna škola "Žnjan-Pazidgrad"                                                                                             |
| 2018.  | Mia Roth Čerina Tonči Čerina                                                 | Osnovna škola Zorke Sever u Popovači                                                                                        |
| 2019.  | 3LHD                                                                         | Urania |
| 2020.  | Igor Franić Tin Sven Franić, Vanja Rister, Ana Martinčić Vareško             | SEECEL centar Kompleks studentskog doma Sveučilišta u Dubrovniku                                                            |
| 2021.  | Iva Letilović i Igor Pedišić                                                 | Providurova palača u Zadru                                                                                                  |